# 'Aïn Merane
'Aïn Merane (arabiska: دائرة عين مران) är en ort i Algeriet. Den ligger i provinsen Relizane, i den norra delen av landet, 200 km väster om huvudstaden Alger. 'Aïn Merane ligger 504 meter över havet och antalet invånare är 34 413.
Terrängen runt 'Aïn Merane är huvudsakligen kuperad, men den allra närmaste omgivningen är platt. 'Aïn Merane ligger uppe på en höjd.  Runt 'Aïn Merane är det ganska tätbefolkat, med 207 invånare per kvadratkilometer. 'Aïn Merane är det största samhället i trakten. Omgivningarna runt 'Aïn Merane är i huvudsak ett öppet busklandskap.